# 舟山镇
舟山镇是中国浙江省永康市所辖的一个镇，1949年设舟山乡，后改公社，1983年复改乡，1992年改镇，行政区域面积77.7平方公里，人口2余万。西北连方岩镇，西南邻前仓镇、石柱镇，东南与丽水市缙云县接壤。舟山镇中心村距永康市城区约19公里，由35省道与外界相通，台金高速穿境而过，交通便捷。特产方山柿，被誉为“中国方山柿之乡”，同时又多条石，有“条石之乡”之称。

## 行政区划
下辖以下地区：
舟山社区、新楼社区、舟二村、舟一村、舟三村、坦郑村、端头村、台门村、白岩下村、沅口村、石塘徐村、洪茂村、杨溪王村、下东桥村、陆宅村、上桥村、前村、申亭村、白沙村、花古村、大塔村、溪塘村、后畈村、清源村、道坦村、马关村、大路任村、下丁村、铜山村、方山口村、高寮村、方丘村、凌宅村、上溪里村、上丁村、西岸村、槐花村、新楼村、高下杨村、渠口村、山坞村、里木坦村、外木坦村、洋溪村和陈山头村。